# Typ 12I Leander
Typ 12I Leander (či třída Leander) je třída víceúčelových fregat britského královského námořnictva. Pro britské námořnictvo bylo postaveno celkem 26 fregat, přičemž dalších 18 bylo postaveno pro zahraniční uživatele či v zahraničí na základě licence. Většina již byla vyřazena. V operační službě jsou v Ekvádoru a v Indonésii.

## Pozadí vzniku

### Základní varianta
Pro Britské královské námořnictvo bylo postaveno celkem 16 fregat základní verze třídy Leander, pojmenovaných Leander, Ajax, Dido, Penelope, Aurora, Euryalus, Galatea, Arethusa, Naiad, Phoebe, Cleopatra, Minerva, Sirius, Juno, Argonaut a Danae. Stavba probíhala v letech 1959–1967, přičemž fregaty byly do služby zařazovány v letech 1963–1967. Během služby byly několikrát modernizovány. Vyřazeny byly v letech 1989–1996.

### Varianta se širokým trupem
V letech 1965–1973 bylo postaveno dalších 10 jednotek třída Leander s rozšířeným trupem, což zlepšovalo jejich stabilitu a zvětšilo dosah. Základní výzbroj fregat zůstala shodná. Plavidla byla pojmenována Hermione, Andromeda, Jupiter, Bacchante, Charybdis, Scylla, Achilles, Diomede, Apollo a Ariadne. Do služby byla plavidla zařazována v letech 1969–1973. Během služby byly několikrát modernizovány.

## Konstrukce

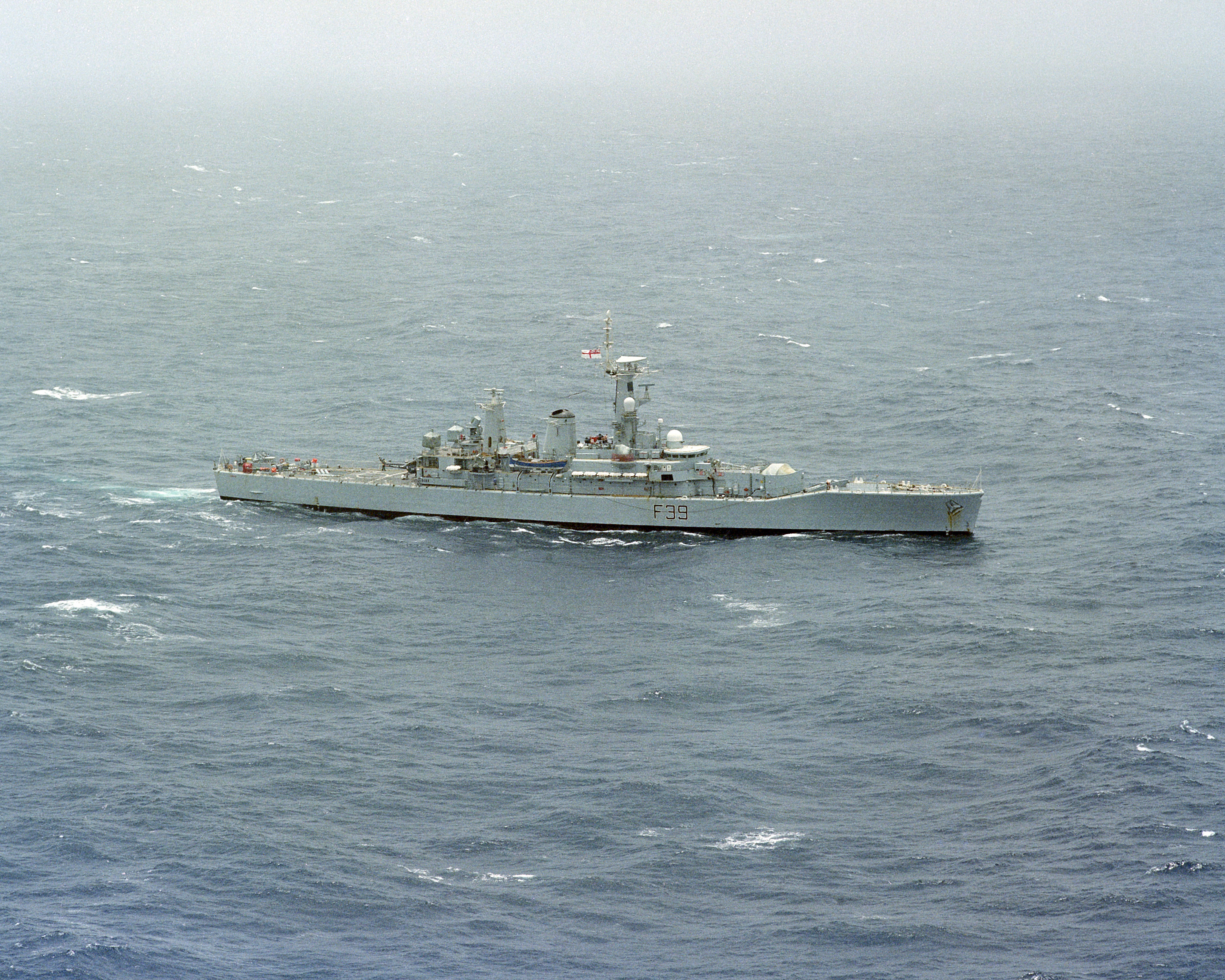
Naiad po instalaci systému Ikara

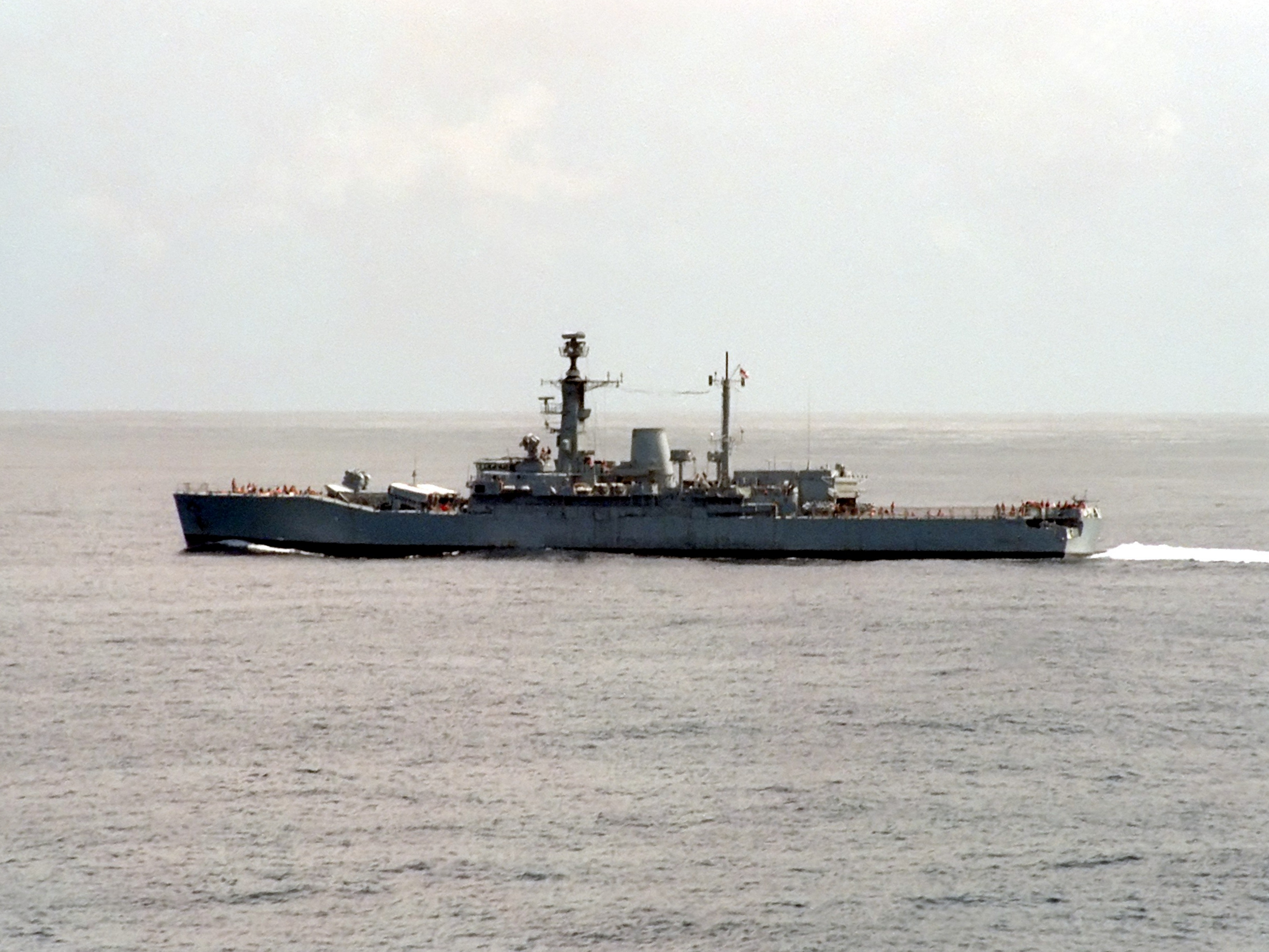
Modernizace se střelami Sea Wolf

Fregaty nesly především hlavňovou výzbroj. V dělové věži na přídi se nachází dva 114mm kanóny, které doplňují dva 20mm a dva 40mm protiletadlové kanóny. Protivzdušnou obranu podporuje rovněž jeden čtyřnásobný protiletadlový raketový komplet Seacat ve verzi CWS22. K napadání ponorek fregaty nesou salvový vrhač hlubinných pum Limbo. Protiponorkové schopnosti plavidla zvyšuje protiponorkový vrtulník, operující z plošiny na zádi. Fregaty nesou hangár pro jeho uskladnění. Pohonný systém tvoří dva kotle a dvě parní turbíny. Nejvyšší rychlost činí 28,5 uzlu.

### Modernizace se systémem Ikara
Osm jednotek třídy Leander s úzkým trupem bylo v letech 1972–1978 přestavěno na protiponorkovou verzi vybavenou systémem Ikara. Byly to fregaty Leander, Ajax, Galatea, Naiad, Aurora, Euryalus, Arethusa a Dido. Jednoduché vypouštěcí zařízení raketových torpéd a zásobník rezervních střel nahradily příďovou dělovou věž. Další výzbroj tvořily dva 40mm kanóny a dva trojhlavňové 324mm torpédomety. Výtlak plavidel se zvýšil o 100 tun.

### Modernizace se střelami Exocet
V letech 1975–1980 bylo sedm fregat s úzkým trupem modernizováno pro nesení nové úderné výzbroje v podobě protilodních střel. Přestavba se týkala jednotek Cleopatra, Sirius, Phoebe, Minerva, Argonaut, Danae a Penelope. Příďovou dělovou věž nahradily čtyři kontejnery střel MM.38 Exocet. Další výzbroj tvořily dva 40mm kanóny, trojité vypouštěcí zařízení střel Seacat a dva trojhlavňové 324mm torpédomety. Výtlak narostl o cca 450 tun.

### Modernizace se střelami Sea Wolf
Fregaty se širokým trupem Andromeda, Charybdis, Jupiter, Hermione a Scylla byly během služby modernizovány pro nesení střel Sea Wolf. Šestinásobný protiletadlový raketový komplet tohoto typu nahradil příďovou dělovou věž. Údernou výzbroj tvořily čtyři protilodní střely Exocet a protiponorkovou dva trojnásobné 324mm torpédomety. Palubní hangár byl zvětšen pro nesení vrtulníku Westland Lynx (vyzbrojených střelami Sea Skua) namísto původního typu Westland Wasp.

## Zahraniční uživatelé

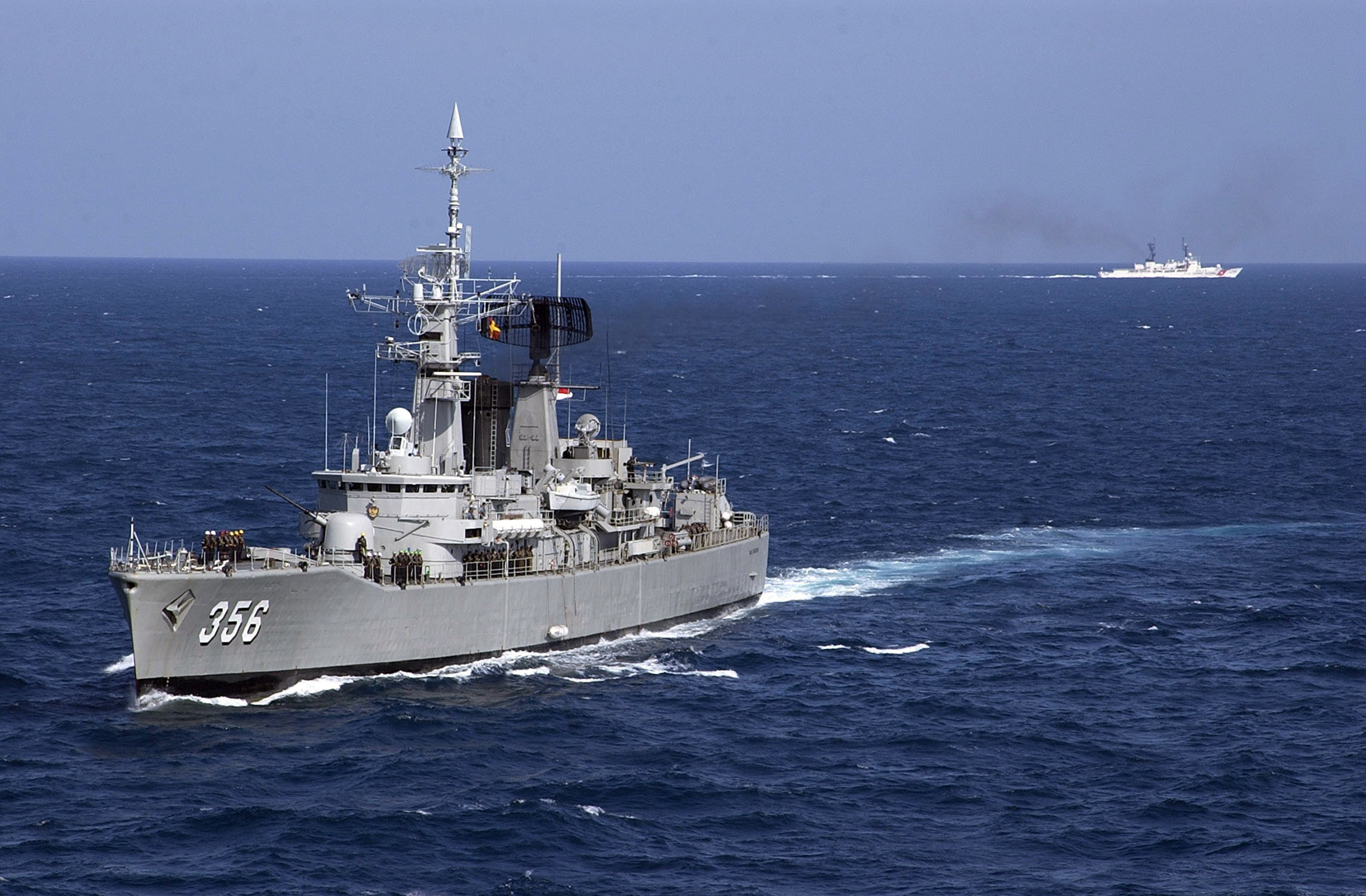
Indonéská fregata Karel Satsuit Tubin

- Austrálie, Australské námořnictvo – v licenci postavená třída River čítala šest jednotek, z nichž dvě odpovídaly třídě Leander a čtyři staršímu typu Rothesay.
- Ekvádor – Ekvádorské námořnictvo – země v roce 1991 zakoupila fregaty HMS Penelope (F127) a HMS Danae (F47), které slouží jako Presidente Eloy Alfaro (FM-02) a Morán Valverde (FM-01).
- Chile, Chilské námořnictvo – dvě fregaty třídy Condell byly postaveny ve Velké Británii. Na počátku 90. let byly přikoupeny ještě vyřazené fregaty Achilles a Ariadne.
- Indie, Indické námořnictvo – v licenci postavená třída Nilgiri. Postaveno 6 jednotek.
- Indonésie, Indonéské námořnictvo – zakoupilo všech šest vyřazených plavidel třídy Van Speijk
- Nizozemsko, Nizozemské královské námořnictvo – v licenci postavená třída Van Speijk. Postaveno 6 jednotek.
- Nový Zéland, Novozélandské královské námořnictvo – 2 jednotky postaveny v britských loděnicích.
- Pákistán, Pákistánské námořnictvo – v roce 1988 zakoupeny vyřazené fregaty Diomede a Apollo.